# Нікітіно (Богдановщинське сільське поселення)
Нікітіно (рос. Никитино) — присілок Сафоновського району Смоленської області Росії. Входить до складу Богдановщинського сільського поселення.
Населення — 3 особи (2007 рік).

## Відомі люди
- У присілку народився Счотчиков Георгій Семенович — радянський воєначальник, генерал-полковник авіації.